# FC Luzern
FC Luzern (franceză FC Lucerne) este un club de fotbal din Lucerna, Elveția, care evoluează în Superliga Elvețiană.

## Palmares
- Swiss Super League
  - Câștigători: 1989

- Swiss Cup
  - Câștigători: 1960, 1992
  - Locul doi: 1997, 2005, 2007

## Foști jucători
- Ottmar Hitzfeld (1980–1983)
- David Fairclough (1984–85)  Arhivat în 28 mai 2008, la Wayback Machine.
- Andy Halter (1985–1988)
- Jürgen Mohr (1986–1989)
- Adrian Knup (1989–1992)
- Semir Tuce (1989–1995)
- Stefan Wolf (1990–1997)
- René van Eck (1990–1998)
- Kurniawan Dwi Yulianto (1994–1995)
- Ivan Knez (1994–1999)
- Petar Aleksandrov (1995–1998)
- Ludwig Kögl (1996–1999)
- Remo Meyer (1997–2002)
- George Koumantarakis (1998–1999)
- Alexander Frei (1999–2000)
- Blaise Kufo (2000)
- Christophe Ohrel (2000–2001)
- Kubilay Türkyilmaz (1999–2001)
- Christoph Spycher (1999–2001)
- Nestor Subiat (2001)
- Francisco Arrué (2002)
- Ike Shorunmu (2002)
- Pirmin Schwegler (2003–2005)
- Christian Schwegler (2003–2005)
- Lucien Mettomo (2006–2007)
- Otavio Braga (1996)
- Ratinho (2004–2007)
- Mario Cantaluppi (2006–2007)
- Regillio Nooitmeer
- Agent Sawu (1994–1998)
- Gocha Jamarauli (2002)
- Ike Shorunmu (2001–2002)
- Sigurður Grétarsson (1985–1990)

## Foști antrenori principali
- Rolf Fringer (2008-)
- Roberto Morinini (2008)
- Jean-Daniel Gross (antrenorinterim) (2008)
- Ciriaco Sforza (2006–2008)
- Friedel Rausch (2004–2006)
- René van Eck (2003–2006)
- Urs Schönenberger (2003)
- Bidu Zaugg (2002–2003)
- Jörn Andersen (2001–2003)
- Raimondo Ponte 	(2001)
- Andy Egli (1998–2001)
- Egon Coordes (1998)
- Timo Konietzka (1993–1994)
- Bertalan Bicskei (1992–1993)
- Friedel Rausch (1985–1992)